# Faustão (filme)
Faustão é um filme dramático brasileiro de 1971 dirigido pelo cineasta Eduardo Coutinho e inspirado na obra de William Shakespeare mas ambientado no nordeste brasileiro, com o cangaço como pano de fundo.
O elenco é composto por; Eliezer Gomes, Jorge Gomes e Anecy Rocha.
Um bando de cangaceiros liderados por Faustão intervém na briga entre integrantes duas famílias poderosas.